# Nomina Anatomica
Nomina Anatomica (NA)는 1998년 Terminologia Anatomica에 의해 대체될 때까지 1955년부터 인체 해부학 용어의 국제 표준이었다. 19세기 후반까지 인체 각 부위에 대한 5만개의 용어가 사용되었다. 그러나 같은 부위에 대하여 각 국가와 해부학 교실마다 다른 이름이 사용되었다. 라틴어와 그리스어에 대한 각 지역 언어별 번역 용어와 다른 부위에 대한 동일한 용어들이 효과적인 국제 의사 소통을 방해하였다. 해부학 용어에 대한 불일치와 혼란이 해부학자들 사이에 있었다. 이러한 문제를 해결하기 위하여 노미나 아나토미카가 만들어졌다.